# Velké Poříčí

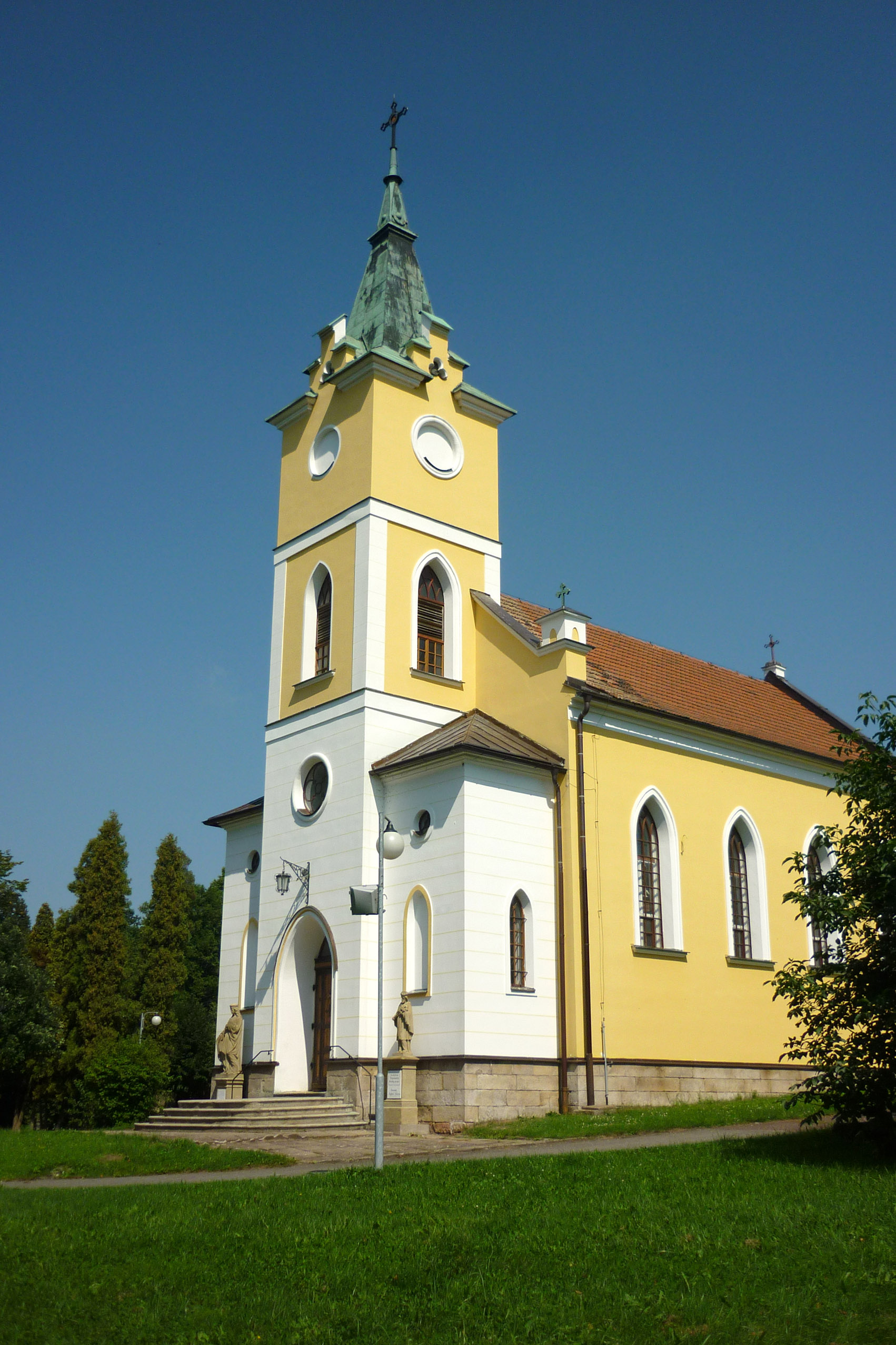
Kostel Navštívení Panny Marie ve Velkém Poříčí

Velké Poříčí (německy Groß Poritsch) je městys v okrese Náchod v Královéhradeckém kraji. Leží v jihovýchodním sousedství města Hronova, asi šest kilometrů severně od Náchoda. Rozkládá se na severním okraji Podorlické pahorkatiny, podél řeky Metuje. Žije zde přibližně 2 400 obyvatel. Obcí probíhá železniční trať 026 a silnice II/303. Je zde továrna Rubena a škola, která byla založena roku 1913.

## Název
Název Velkého Poříčí je odvozen ze slov "podél řeky", neboli "v poříčí" řeky Metuje. 

## Historie
Osídlování krajiny souvisle probíhalo na přelomu 13. a 14. století za kolonizační činnosti pana Hrona z Náchoda z rodu Načeraticů.
V roce 1415 se při popisu Náchodského panství již uvádí osada Poříčko. Podle historika J. Hraše vedla kolem roku 1450 přes Velké Poříčí obchodní cesta zvaná Trhovka, směřující ze Stárkova do Kladska. První písemná zmínka o obci pochází z roku 1496, kdy byl pořízen zápis do nejstarší knihy kšaftů města Náchoda. Na konci 16. století měla osada Velké Poříčí 18 rolnických usedlostí, 5 gruntovních zahrad a 1 chalupu. Obec spadala jako poddanská náchodskému panství. V právních věcech spadala pro purkrechtní soud v Hronově.
V roce 1770 proběhlo první sčítání lidu a domů za vlády Marie Terezie. Bylo napočítáno 65 domovních čísel. V polovině 18. století zde dle zápisů stával jeden panský mlýn, hospodařilo 47 majitelů rolnických usedlostí, kteří obdělávali 859 strychů a 3 věrtele (240,73 ha). Bylo sklízeno 116 vozů sena. V této době museli obyvatelé Velkého Poříčí chodit na robotu a ze svých pozemků odvádět robotní dávky v naturáliích, nebo penězích. Z přelomu 18. a 19. století pochází znak Velkého Poříčí - beránek s praporem, který byl vyobrazován na pečetích. Na začátku 19. století bylo Velké Poříčí již "dlouhou" vsí s 142 domy a 822 obyvateli s vlastní školou.
Po revolučních událostech z let 1848-1849 se Velké Poříčí stalo z poddanské obce obcí samostatnou a samosprávnou. Prvním starostou obce se stal Josef Pich (1848-1849) a spravovali ji volené orgány - zastupitelstvo a rada v čele se starostou. V roce 1868 otevřena okresní silnice Náchod - Hronov a v roce 1875 železniční trať Choceň - Broumov.
Následoval rychlý rozvoj textilního průmyslu, který navázal na tradici ručního tkalcovství. Vyrostli 3 velké tkalcovny: 1891 - Frölhlich a Pentlarz, 1895 - Arnold Kraus, 1903 - Ed. Pick a v roce 1927 firma F. Šrám. Byli založeny 2 parostrojní cihelny. Cihelna J. Martince (nacházela se pod "Dělákem", dnes nová zástavba rodinných domů u Náměstí) a Cihelna bratří Židů (za kostelem).
Rozvoj průmyslu se postupně odrazil v rozvoji celé obce. Narostl počet živností i společenstev. V roce 1900 byla otevřena kampelička Spořitelního a záložního spolku. 1. října 1903 otevřen poštovní úřad.
17. prosince 1908 byl podán návrh na valné hromadě okresního zastupitelstva na povýšení obce na městys. V roce 1909 založeny konzumní firmy Jednota a Svépomoc. Počet obyvatel v roce 1910 dosáhl počtu 2880.
14. června 1914 získalo Velké Poříčí statut městyse od císaře a krále Františka Josefa I. na základě vydaného Nejvyššího rozhodnutí. Na základě výnosu c.k. ministerstva vnitra ze dne 19. června 1914 č. 15723 došlo k vyrozumění obecního zastupitelstva. Byl vyhotoven diplom o povýšení obce na městys.
V roce 1917 došlo k dokončení elektrifikace Velkého Poříčí probíhající od roku 1910. 1. července 1921 zřízena četnická stanice s dohlédacím obvodem pro Malé Poříčí, Malou Čermnou, Pavlišov, Slavíkov, Dolní Rybníky, Horní Radechovou. V roce 1923 založeno dnešní náměstí obdélníkového tvaru o rozloze 43 arů. V letech 1922 - 1924 postaveny družstevní domky za tratí a na náměstí obecní patrové domy č.p. 40 a 45. V roce 1926 postaven betonový most přes Metuji.
12. července 1926 navštívil obec prezident T.G. Masaryk. Přivítán na náměstí před školou nadšenými občany, dětmi, mládeží a představiteli obce: starostou Josefem Pražákem, ředitelem školy Romanem Plodkem, Josefem Martincem. Na návštěvě byl v bílém oblečení a zamyšlený. Mlčky vyjádřil poznání a k povzbuzení slovy dodal: Tož jen tak dál. Buďte trpěliví a neztrácejte odvahu. V témže roce bylo také otevřeno kino. V letech 1932 - 1933 byl zřízen obecní vodovod.
29. července 1934 odhalen žulový pomník pod kostelem se jmény 90 padlých občanů v 1. světové válce. V roce 1936 byla otevřena soukromá lékařská ordinace. Vývoj událostí v obci přerušili opět válečné události v letech 1938 - 1945. Mezi první oběti patřil strážník Jaroslav Müller v roce 1939. V roce 1941 byl zatčen ředitel školy Václav Dusík. V květnových dnech 1945 padl pan Josef Rezek.
V květnu 1945 se ujal moci místní národní výbor. Události po vítězném únoru 1948 se dotkli obyvatelů obce, kteří přicházeli o majetek a svobodu. Obec 9. března 1949 na ustavující plenární schůzi přišla o samostatnost a násilně byla sloučena s Hronovem s platností od 23. září 1949. Proběhlo několik pokusů o opětovné získání samostatnosti, hlavně v roce 1968, tak i listopadových dnech 1989, ale neúspěšně.
Dne 12. ledna 1990 bylo ustanoveno Občanské forum. Dne 2. února 1990 byl jmenováni zástupci Velkého Poříčí do rady Městského národního výboru v Hronově. Ve dnech 19. března 1990 – 13. dubna 1990 probíhalo referendum, kde se vyslovilo 73,6 % občanů pro samostatnost a 7 % proti. Osamostatnění obce bylo schváleno na plenárním zasedání Městského národního výboru v Hronově 5. září 1990 a svobodné volby do zastupitelstva se konaly 24. listopadu 1990.
Po získání samostatnosti se do popředí zájmu obce dostal Program obnovy venkova a od roku 1993 začali probíhat i rozsáhlejší rekonstrukce. 18. července 1993 byl vysvěcen zvon Sv. Josef biskupem Otčenáškem. Obecní znak a prapor byl udělen na základě vyhovění žádosti předsednictvem PS Parlamentu ČR 2. září 1994 rozhodnutím č. 18. Ve stejném roce byla předána Sboru dobrovolných hasičů zbrojnice. Dne 28. července 1996 vysvětil diecézní biskup otec Otčenášek zvon Sv. Václav a slavnostní prapor obce u příležitosti 500. výročí trvání obce. V roce 1996 obdržela obec Bílou stuhu za práci s mládeží v rámci soutěže Vesnice roku.
Od roku 1998 se v obci nachází Ředitelství územního odboru Náchod (dříve okresní ředitelství) a stanice Hasičského záchranného sboru ČR. V roce 2000 se Velké Poříčí umístilo v rámci regionu na čestném 2. místě v soutěži vesnice roku. 15. září 2000 byla podepsána dohoda o spolupráci s městem Szczytna.
V roce 2005 ve Velkém Poříčí poprvé zastavil vlak na nově vybudované železniční zastávce. Vyrostla cyklostezka s lávkou z Velkého Poříčí na hranici katastru s městem Náchod, kde navazuje na druhou cyklostezku.
Po získání samostatnosti obce bylo provedeno několik staveb a vznikly další nové dominaty obce: hasičská zbrojnice, bytový dům s obchody a mateřskou školkou, nová budova školní jídelny a tělocvičny, rekonstruovaný dům s pečovatelskou službou nebo víceúčelové hřiště s umělým povrchem za školou. Proběhla především rekonstrukce Obecního domu na náměstí, kde je umístěn úřad městyse, knihovna, kulturní sál a spolkové místnosti. Proběhla také výstavba kanalizace a plynofikace celé obce.

### Exulanti
Stejně jako z okolních obcí (Žďárky, Machov aj.) odcházeli do exilu do pruského Slezska i nekatolíci z Poříčí. V Čechách zahrnovaly jezuitské metody rekatolizace povinnou docházku na katolické bohoslužby, domovní prohlídky, odpírání souhlasu vrchnosti k uzavírání sňatků, násilné odvody na vojnu apod. Číst nebo vlastnit bratrskou Bibli kralickou, která byla na indexu, bylo trestné. Místodržitelský patent vydaný dne 29. ledna 1726 zpřísnil tresty pro usvědčené nekatolíky, a to od jednoho roku nucených prací až po trest smrti. Z Velkého Poříčí, panství náchodské, pocházeli prokazatelně tito exulanti: Jan Lelek, Antonín Kubeček, Václav Kubeček, Alžběta Kubečková a Jiří Dítě.

## Obyvatelstvo
| Rok            | 1869  | 1880  | 1890  | 1900  | 1910  | 1921  | 1930  | 1950  | 1961  | 1970  | 1980  | 1991  | 2001  | 2011  | 2021  |
| -------------- | ----- | ----- | ----- | ----- | ----- | ----- | ----- | ----- | ----- | ----- | ----- | ----- | ----- | ----- | ----- |
| Počet obyvatel | 1 405 | 1 477 | 1 733 | 2 168 | 2 881 | 2 644 | 2 716 | 2 398 | 2 696 | 2 387 | 2 420 | 2 361 | 2 282 | 2 354 | 2 196 |
| Počet domů     | 186   | 197   | 203   | 228   | 301   | 319   | 399   | 462   | 456   | 450   | 461   | 506   | 512   | 555   | 606   |

## Správa a politika městyse
V letech 1869–1949 byl obcí, poté městysem a později znovu obcí v okrese Nové Město nad Metují (1869–1890) (v roce 1869 Nové Město) a později v okrese Náchod. Od 23. září 1949 do 31. srpna 1990 patřilo jako část města k Hronovu a od 1. září 1990 je opět samostatnou obcí. Dne 10. října 2006 byl obci vrácen status městyse.

### Starostové
- 1. starosta obce - Josef Pich (1848–1849)[4] , dále (1850–1860)
- Antonín Langr (1861–1864)
- Josef Vít (1864–1867)
- Josef Špreňar (1867–1870)
- Vincenc Čejchan (1871–1876)
- Josef Šimek (1877–1880)
- Alois Dinter (1880–1887)
- Ignác Kleprlík (1887–1889)
- Antonín Hejzlar (1889–1905)
- Jan Martinec (1905–1919)
- Josef Pražák (1919–1930)
- Josef Nyklíček (1930–1931)
- Josef Pražák (1931–1940)
- Josef Lipský (1940–1941)
- Bedřich Němeček (1941–1945)
- František Ruider (1945–1946)
- Mikuláš Doležal (1946)
- Jindřich Pohl (1946–1948)
- František Ruider (1948–1949)
- Josef Šulitka (1990–2002)
- Josef Král (2002–2022)
- Michal Cvejn (2023–nyní)

### Obecní symboly
Znak a vlajka byly městysi uděleny rozhodnutím předsedy Poslanecké sněmovny Parlamentu České republiky dne 2. září 1994.

## Pečetidlo
Oválné o rozměrech 22 krát 24 milimetrů. Pečetnímu obrazu dominuje beránek s praporcem. V opise uvedeno panství náchodské - Obetz Welike Porzicz. Pečetidlo bylo opatřeno pravděpodobně na přelomu 18. a 19. století. Otisk pečetidla je uložen v Eichlerově sbírce v Národním muzeu v Praze.

## Kino
Otevřeno v roce 1926. Po ozvučení přemístěno v roce 1928 do obecního domu. Provoz kina na začátku 21. století byl již občasný a sloužil především základní škole pro pořádání školních besídek a pro promítání pohádek pro děti. Kino definitivně ukončilo provoz společně s revitalizací Obecního domu. Dnes se v jeho místech nachází společenský sál.

## Školství
- Základní škola Velké Poříčí
- Střední škola propagační tvorby a polygrafie Velké Poříčí

## Spolky
- Sbor dobrovolných hasičů
- Tělovýchovná jednota a fotbalový oddíl
- Organizace Červeného kříže
- Aeroklub Hronov
- Skautský 21. oddíl BOR
- Skautská družina Medvědi Velké Poříčí

## Společenské, kulturní a sportovní akce
- Poříčské toulky - Cykloturistický pochod obvykle pořádaný 8. května.
- Orlíkovské přeháňky - Závody v plachtění na letišti Aeroklubu Hronov.
- Vánoční a Velikonoční prodejní výstava pořádaná organizací Červeného kříže
- Farní den - jednodenní akce římskokatolické farnosti
- Tříkrálová sbírka
- Obecní ples
- Lidový ples - Prozatím poslední 50. ples se konal 26. ledna 2019.
- Sraz rodáků / Poříčské slavnosti
- Novoroční ohňostroj s projevem starosty
- Poříčské pivní slavnosti - Hudební koncert několika hudebních kapel za přítomnosti stánků vybraných pivovarů.
- Živý betlém - Od roku 1998 o vánočních svátcích, v současnosti se nyní nekoná.

## Pamětihodnosti
- Kostel Navštívení Panny Marie
- Lípa ve Velkém Poříčí, památný strom (50°27′12″ s. š., 16°11′44″ v. d.)
- Základní škola Velké Poříčí
- Letiště Velké Poříčí (LKVP)